# イーグル (空母・初代)
イーグル (英語: HMS Eagle) は、世界初の島型艦橋（アイランド）を備えたイギリス海軍の航空母艦。
艦名はワシに因んで名付けられた。
チリ海軍向けにイギリスのアームストロング社で建造していた戦艦アルミランテ・コクレンを第一次世界大戦時にイギリス海軍が買収、空母に改造した軍艦である。

## 設計
イーグルは、超弩級戦艦から空母に改造された、最初期の航空母艦である。
設計年時が古いために航空機運用にそぐわない要素も残っていたが、これらは本艦の設計時期を考えれば致し方の無いものであった。これは航空母艦を軽巡洋艦的な任務にも対応させようという各国共通の設計思想によるものであった。
- 水上機運用のための大型クレーンの装備
- 対水上艦艇攻撃のための舷側中口径砲搭載と水中魚雷発射管装備

初期の空母は、飛行甲板の他に障害物がなにもないフラッシュデッキ型（平甲板型）と、舷側に艦橋と煙突をまとめたアイランド型（島型艦橋）に大別できる。
イーグルは島型艦橋の嚆矢であり、本艦より後に建造された空母ハーミーズ (HMS Hermes, 95) の原型になったほか、アメリカ海軍の巡洋戦艦を改造したレキシントン級航空母艦や、フランス海軍の戦艦改造空母ベアルン（1923年8月より空母改装開始、1927年5月竣工）などに影響を与えた。

### 艦形

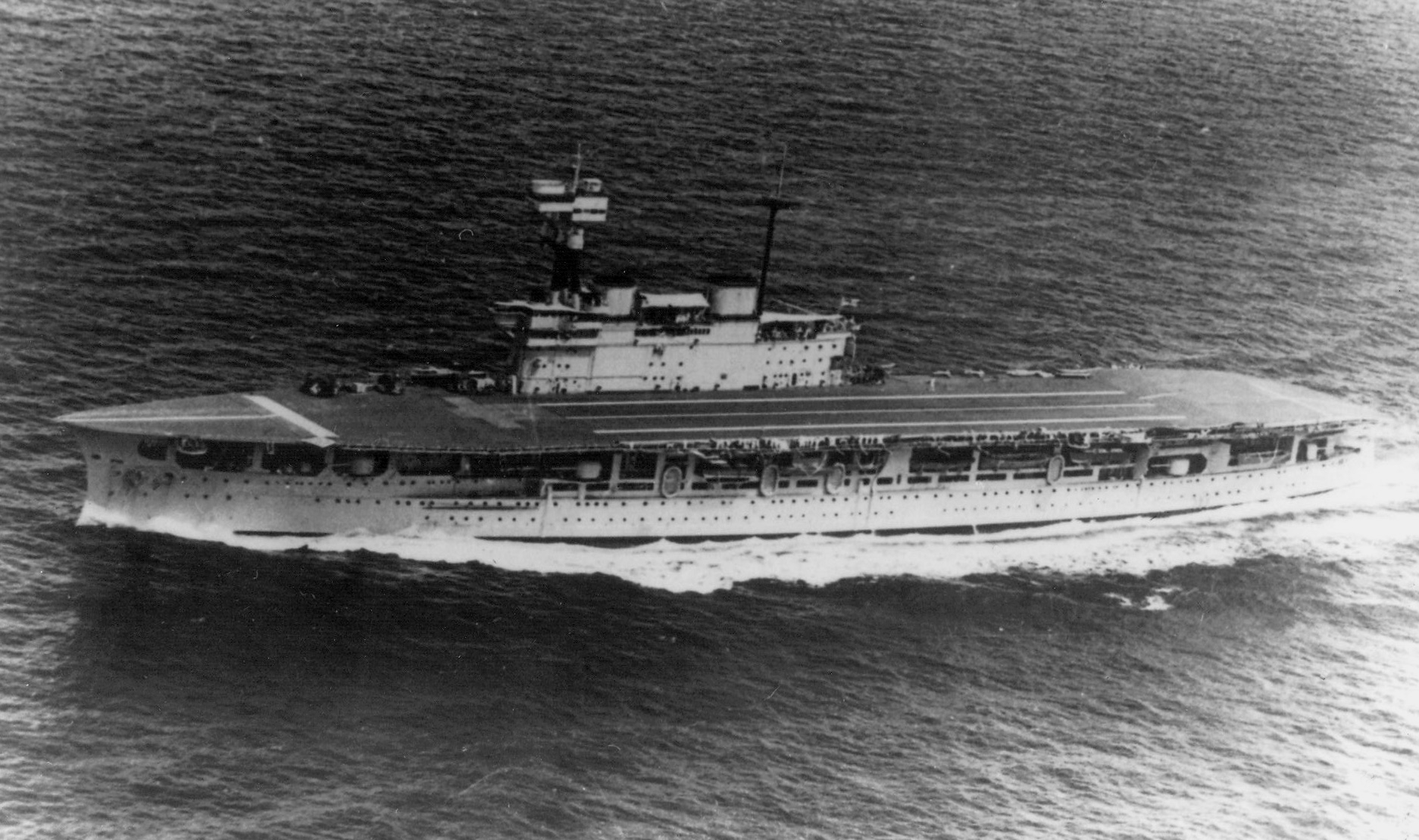
1930年代に撮られたイーグル。舷側に配置する15.2cm砲に注目。

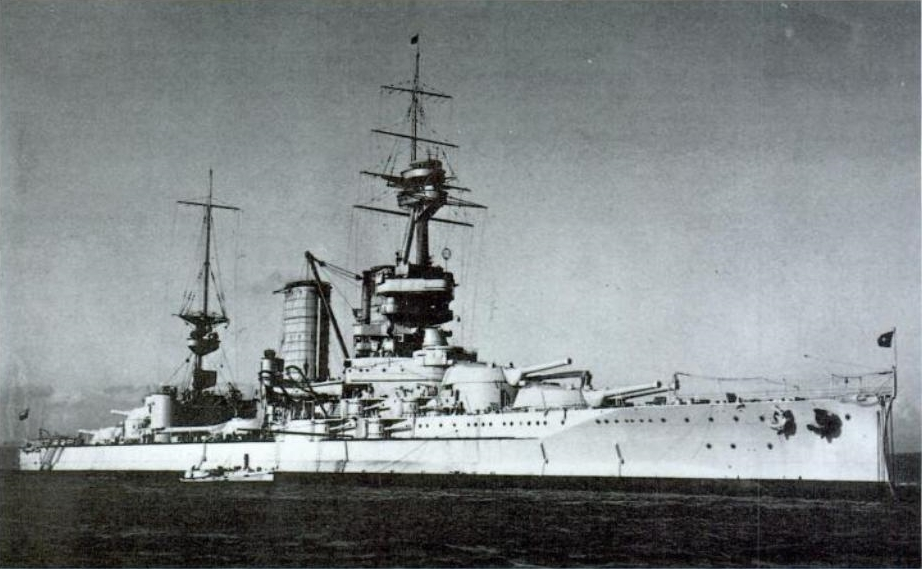
戦艦として完成した姉妹艦のアルミランテ・ラトーレ。第一次大戦中はイギリス海軍においてカナダとして就役していた。

イーグルは、もともとチリ海軍の発注を受けて、イギリスで建造中だったアルミランテ・ラトーレ級戦艦2番艦のアルミランテ・コクレン（Almirante Cochrane）であった。
船体形状はアイアン・デューク級と同じく短船首楼型船体で、船体サイズは主砲に35.6cmを採用したためにアイアン・デューク級よりも船体長を約11.4m伸ばし、全長は201mとなった。これは、当時のグランド・フリートの戦艦では最長のエジンコートの204.7mに次いで長かった。
艦首形状は1910年代のイギリス式設計の特徴である艦首浮力を稼ぐための水線下部を前方向にせり出した形状となっていた。本来は主砲塔を配置したであろう最上甲板上には幾多の支柱を建て、その上に飛行甲板を配置した。艦首側の支柱は凌波性を良好とするために元の艦首構造を延長して飛行甲板の前部と接続するように整形された。最上甲板上に15.2cm単装速射砲が支柱と支柱の間を埋めるように9基が配置された。
飛行甲板上には既存のイギリス航空母艦とは異なる形状と配置の上部構造物が設けられた。その形状は飛行甲板のスペースを阻害しないよう上面から見て長方形に設計され、これを船体中央部の右側に集中配置した。上部構造物の最前部に艦橋が位置し、その上に巡洋戦艦フッドの物に似た三脚型の前部マストが立てられた。頂上部には射撃方位盤室を乗せた箱型の見張り所が設けられ、その下に測距儀を片舷1基ずつ計2基を配置した。前部マストの後方に2本煙突が立ち、煙突の断面は2本とも小判型であった。2番煙突の後部に簡素な単脚式の後部マストが立てられた。この上部構造物の長さ・幅は39.6m×5.5mにもなり、飛行甲板スペースの約20%を占める巨大な構造となった。上部構造物の後方には水上機を運用するためのクレーン1基を配置した。
飛行甲板の直下には高さ6.2mの格納庫が設けられたが、格納庫は舷側に配置された15.2cm砲に挟まれて狭められ、飛行甲板サイズに比較して約6割の面積しか取れなかった。

### 航空艤装

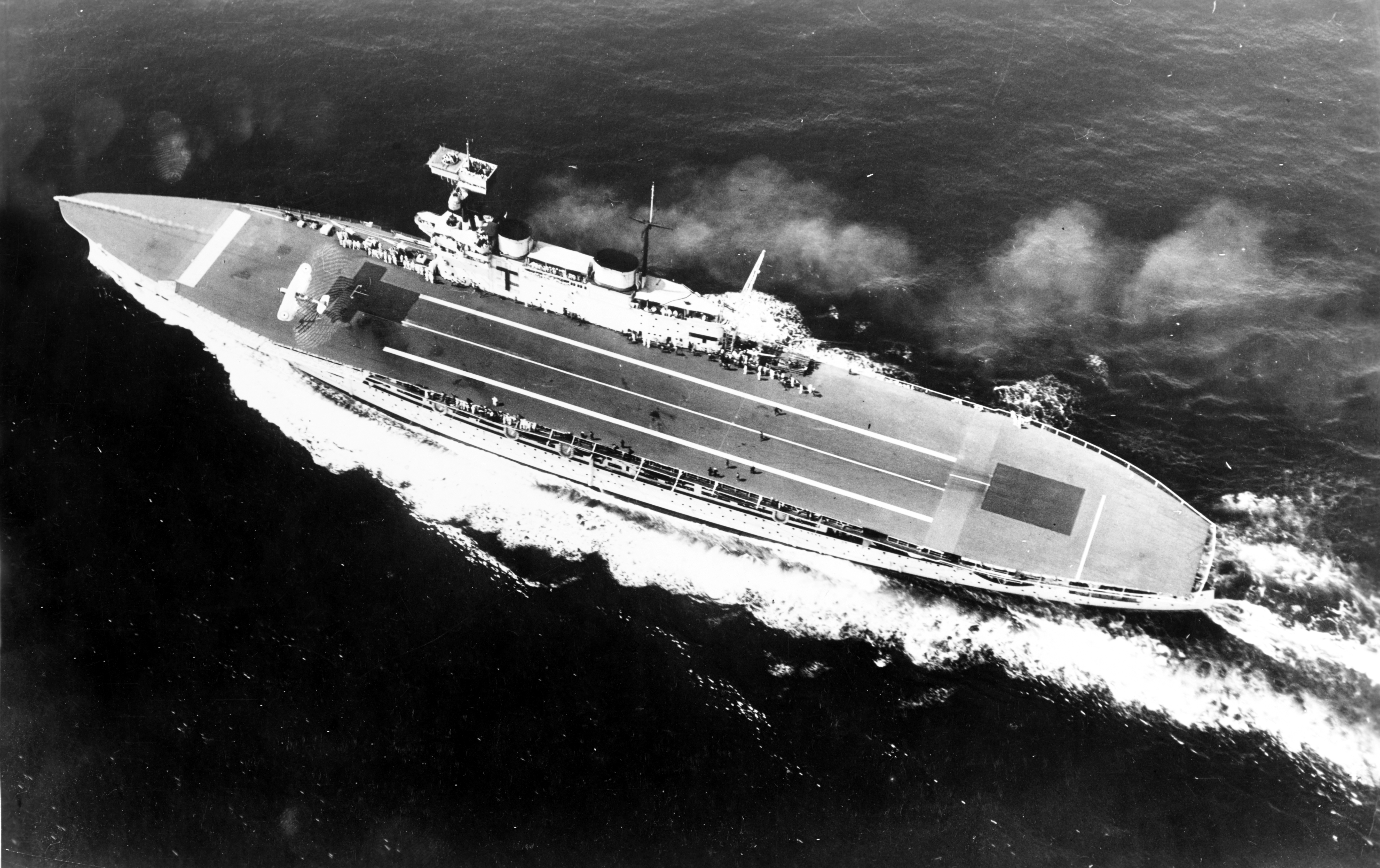
上方方向から見たイーグル。艦首側の十字型のエレベーターに注目。

紆余曲折を経て完成した本艦の飛行甲板長は縦198.7m×幅29m。二基のエレベータを飛行甲板の前後に一基ずつ設けた。このエレベータは前後で形が違っており、後部の物は普通に四角形だが、前部の物は飛行機の形に合わせて十字架型をしており、設計の元になったフューリアスの名残と言える。イギリス海軍は後にハーミーズ、グローリアス級にも引き続き採用しており、同海軍独自の利点（エレベータ本体の軽量化、それに伴う揚降動力の省力化等）があったと思われる。他国ではイタリア海軍の客船改装空母のスパルヴィエロも同様の形を採用した。
竣工直後の着艦装置は前後エレベータ間に鋼索縦張り式の着艦制動装置を装備していたが、後にフランスの空母ベアルンの使用実績を踏まえて1926年に撤去後、1933年に鋼索五本の横張り方式に改装した。甲板の下には二層式の格納庫が設けられていたが、搭載機数はアーガスと変わらない21機（最大24機）であった。仮就役時の島型艦橋の構成は楕円筒型の構造物の上に箱型の艦橋に一本煙突で後部に棒型のクレーンであったが、竣工後に艦橋は三脚檣型に、煙突はボイラーを石炭混焼缶から重油専焼缶にした事に伴って二本煙突に、クレーンは複雑な形状の大型クレーンに改められた。他に復元性向上のためにバルジが追加された。
元が低速な戦艦であったが、第二次世界大戦中も一線に留まっていた。全長の長い船体形状で、飛行甲板長を長く取れたために後の航空機の発達に伴う滑走距離の増加にもある程度対応できたのがその理由であるが、当時のイギリス海軍の艦上機の主流が離艦距離の短い複葉機だったことも一因である。
イーグルの搭載機変遷
39年　9月　計18機　813Sqn（ソードフィッシュ×9）＋824Sqn（ソードフィッシュ×9）
40年　6月　計21機　813Sqn（ソードフィッシュ×9）＋813Flight（シーグラディエーター×3）＋824Sqn（ソードフィッシュ×9）
40年12月　計20機　813Sqn（ソードフィッシュ×9）＋813Flight（シーグラディエーター×3＋スクア×2）＋824Sqn（ソードフィッシュ×9）
41年　2月　計23機　813Sqn（ソードフィッシュ×9）＋813Flight（シーグラディエーター×3＋フルマー×2）＋824Sqn（ソードフィッシュ×9）
41年　5月　計18機　813Sqn（ソードフィッシュ×9）＋824Sqn（ソードフィッシュ×9）
41年10月　計20機　813Sqn（ソードフィッシュ×9）＋813Flight（シーハリケーン×2）＋824Sqn（ソードフィッシュ×9）
42年　2月　計34機　801Sqn（シーハリケーン×12）＋813Sqn（ソードフィッシュ×9＋シーハリケーン×4）＋824Sqn（ソードフィッシュ×9）
42年　6月　計16機　801Sqn（シーハリケーン×12）＋813Flight（シーハリケーン×4）
42年　8月　計20機　801Sqn（シーハリケーン×12＋予備機×4）＋813Flight（シーハリケーン×4）

## 兵装
主武装の15.2cm（45口径）単装砲は飛行甲板直下主甲板の艦首から格納庫前端部に左右1基ずつ、前部エレベータ左右に1基ずつ、格納庫後端部左右に1基ずつ、艦尾部に三角配置で3基ずつの計9基で、前方向に2門、左右方向に5門、艦尾方向に最大5門が指向できた。副武装の10.2cm（45口径）単装高角砲は艦橋前の甲板端に2基、2本煙突の間に1基、後檣基部に1基、クレーン下部に1基だった。他に近接火器として4.7cm単装高角砲4基と12.7cm単装機銃12丁。そして対艦攻撃用に53.3cm魚雷発射管を水線下に2門装備した。
竣工後の1941年11月にキャメル・レアード社にて10.2cm高角砲のうち煙突間の1基を撤去して4基となり、機関砲と機銃数を強化した。これに付随して対空指揮装置は285型射撃指揮装置に更新された。

## 防御
防御力は戦艦から改装された空母らしく、同時代に「最初から空母として建造された」3隻（英海軍のハーミーズ、日本海軍の鳳翔、米海軍のレンジャー）よりも強靭な防御力を持っていた。舷側防御は中央部で114mm、前後端部で25mmと、軽巡洋艦の主砲に対しては充分であり、飛行甲板にも38mmの装甲を張っているほかに戦艦としての主甲板に102mmの装甲を持っていた。しかし主武装の15.2cm単装砲の防御は簡素で、波除けのカバーに25mmの装甲を施しただけである。

## 機関
イーグルの機関構成は戦艦時代はヤーロー式石炭・重油混焼水管缶21基の設計であったが、航空母艦化による出力強化のため重油専焼缶に変更され、ボイラー数も32基と増大した。
タービン構成は変わりなく、ブラウン・カーチス式直結タービン4基構成で4軸推進とされた。タービン室は3室並列配置で、左右の機械室に高速用の衝動型直結タービンが設置され、前進用タービンと後進用タービンを1基ずつで1つの直結タービンとして左右の外側軸を推進した。中央室には低速・巡航用の反動型直結タービンを前進用タービンと後進用タービンと別置きの復水器1基で低速用タービンの構成で、これを並列2基で内側軸を推進した。
航空母艦として試験中はまだボイラー2基で運用していたために煙突は1本であったが、試験後に再びドックに戻されてボイラー全てが搭載されて2本煙突となった。完工後の公試において最大出力52,100馬力で最大速力24.37ノットを発揮したがこの時に高圧タービンで蒸気漏れが発生し、この出力で運用すれば機関損傷の恐れがあったために実用出力50,000馬力に制限され速力24ノットで運用された。

## 艦歴

### 第二次世界大戦まで
1913年2月にアームストロング社で起工し、国際情勢の変化にともない建造中止になった。その後、イギリスは本艦を買収して航空母艦に改造することにした。設計はフューリアスやアーガスでの使用実績を踏まえて、大型の島型艦橋と全通式の飛行甲板を備えたものとした。1918年6月8日、進水。しかし改装工事に着工してまもなく第一次世界大戦が終了したために工事は遅滞し、1920年4月に未完成のまま就役した。同年、チリ共和国がインヴィンシブル級巡洋戦艦と共に本艦を譲渡するよう交渉したが、イギリス政府は拒絶した。その後、地中海のシチリア島沖で発着艦・運用試験を実施し、島型艦橋の有効性を再確認したイギリス海軍は同年11月に本工事に着工し、五年の歳月を経て1923年に竣工した。
竣工後は欧州最新鋭の航空母艦として運用されていたが、1931年〜1932年に通風装置の強化、居住区画の改善、船体後部の補強、対空兵装の強化、主缶の換装を行い、1933年には飛行甲板上制動策を横張り式にした。近代化改装後、小型空母「ハーミーズ」と交替で中国艦隊 (The China Station) に編入された。
1933年（昭和8年）9月下旬から11月にかけて、ドレイヤー提督が率いるイギリス中国艦隊の艦艇複数隻が大日本帝国を訪問することになった。
「イーグル」は神戸港、広島県厳島（宮島）、別府港、鹿児島港に寄港した。
1934年（昭和9年）6月中旬、黄河河口で海賊団の捜索に投入される。艦上機を活用して海賊のジャンク船を発見し、人質の奪還に貢献した。その後、イギリス本国に戻って修理をおこなった。
1937年（昭和12年）1月下旬、「ハーミース」と交代し、香港進出が報道される。4月9日、シンガポールに到着した。
4月11日、ジョージ6世戴冠記念観艦式に参加するためイギリスにむかっていた日本海軍の重巡「足柄」がシンガポールに到着した。シンガポール海軍基地には、空母「イーグル」やモニター艦「テラー」などが在泊であった。「足柄」の接伴艦に選ばれたのが「イーグル」であった。両艦を見比べた現地の新聞記者は、「イーグルは海の巨城、足柄はイルカのようだ」と表現している。

### 第二次世界大戦

#### インド洋
1939年8月19日、「イーグル」は短期間の修理のためシンガポールに到着。9月2日に出航し、軽巡洋艦「バーミンガム」とともにマラッカ海峡を通過してスマトラ島の北へ向かった。9月3日にイギリスはナチス・ドイツに宣戦布告し、第二次世界大戦が勃発した。「イーグル」のソードフィッシュはスマトラ島西岸などを捜索し、9月5日にパダンの南でドイツ貨物船「Franken」を発見した。「バーミンガム」が「Franken」を追跡したが、同船はパダンに戻った。同日「イーグル」は「バーミンガム」と別れ、9月10日にコロンボに着いた。次は「イーグル」はインド西岸へ向かい、9月25日に商船1隻を護衛中の軽巡洋艦「リヴァプール」と会合。9月28日に3隻はコロンボに着いた。翌日「イーグル」はコロンボ南西の哨戒に向かい、赤道付近まで南下した後コロンボに帰投。それからトリンコマリーへ向かった。
9月30日にドイツ装甲艦「アドミラル・グラーフ・シュペー」がイギリス船「クレメント」を沈めると複数の狩猟部隊が編成され、「イーグル」は重巡洋艦「コーンウォール」、「ドーセットシャー」とともにI部隊となった。「コーンウォール」とともにコロンボへ戻った「イーグル」は10月15日に出航してコロンボの南を哨戒した。コロンボへ帰投すると、次は軽巡洋艦「ドーントレス」、「ダーバン」とともに東へ向かって哨戒を行い、11月1日にシンガポールに到着。「イーグル」は浮きドックに入った。
11月8日に「イーグル」は軽巡洋艦「ホバート」（オーストラリア海軍）とともにコロンボへ向かい、11月12日に到着。そこから「ドーセットシャー」、「コーンウォール」とともに出航して哨戒に従事した。11月18日、コロンボに帰投。次いで、「イーグル」は「ドーセットシャー」、「コーンウォール」と駆逐艦「ウォーターヘン」とともにマダガスカルの方へ向かって敵通商破壊艦捜索を行った。11月15日には、インド洋に入っていた「アドミラル・グラーフ・シュペー」がロレンソ・マルケス沖で「アフリカ・シェル」を沈めている。「イーグル」搭載機はチャゴス諸島も調べたが、何も見つからなかった。12月3日に「ドーセットシャー」を分離し、12月7日にディエゴ・スアレスに到着した。
「イーグル」はボイラー清掃のため「コーンウォール」、軽巡洋艦「グロスター」と共に12月8日に出航してダーバンへ向かい、12月12日に到着した。12月22日に3隻は哨戒に従事するため出航。12月24日に「コーンウォール」と別れ、12月26日にモーリシャスに到着。それからセーシェルへ向かい、12月27日にカルガドス・カラホス諸島、28日にCortivyの調査を行った。2隻は12月31日にセーシェルを離れ、1940年1月4日にコロンボに着いた。
1月15日、「イーグル」は重巡洋艦「サセックス」、軽巡洋艦「ホバート」とともに出航して哨戒に向かった。コロンボへ戻った後3隻はトリンコマリーへ向かい、1月16日に着いた。「イーグル」はオーストラリアとニュージーランドから中東へ向かう兵員輸送船団US1のコロンボ・アデン間の護衛の一隻となり、1月31日に「ホバート」と共に出航し、船団の護衛に加わった。船団は2月8日にアデンに到着した。2月17日、「イーグル」は「サセックス」とともにコロンボへ向かった。
3月12日、「イーグル」はドック入りのため「ホバート」とともにシンガポールへ向け出航。3月14日、格納中の250ポンド爆弾が爆発する事故が発生し、13名が死亡した。また、負傷者1名が後日死亡している。「イーグル」は3月16日にシンガポールに到着し、修理が行われた。

#### 地中海東部
イタリア王国との関係悪化により、イギリス海軍は極東に配備していた艦艇をヨーロッパ方面に配置転換した。イーグルはノルウェー戦線へ派遣された空母グローリアスの代艦を必要としていた地中海艦隊へと送られることになった。イーグルは1940年（昭和15年）5月9日にコロンボを出港。悪天候のため一旦コロンボに戻ったが、再び出港して5月25日にはスエズ運河に入り、5月27日にアレクサンドリアに到着して地中海艦隊に加わった。
6月10日、イタリア王国はイギリスとフランスに宣戦を布告し、地中海戦線が形成された。イーグルも地中海攻防戦に参加する。
6月11日、戦艦ウォースパイト、マレーヤなどと共に出撃。マタパン岬の南まで進出した後、6月14日に帰投した。6月22日、マルタからアレクサンドリアへ向かう船団護衛などを目的としたBQ作戦実行のため戦艦ロイヤル・サブリン、ラミリーズ、第2駆逐群と共に出撃。だが、海軍本部からの命令で作戦延期となり、艦隊は6月23日に帰投した。6月28日、戦艦ロイヤル・サブリン、ラミリーズ、駆逐艦7隻と共に船団護衛のため出撃（MA3作戦）。しかし、船団のうちマルタからのものはエスペロ船団の戦いの結果出港延期となった。7月2日、アレクサンドリアに帰投した。
1940年7月5日、イーグル搭載のソードフィッシュがトブルクの港を攻撃してイタリア駆逐艦ゼフィーロを撃沈、エウロを撃破するなどの戦果をあげた。
7月7日からMA5作戦に参加し、7月9日にはカラブリア沖海戦に参加する。翌10日にはシチリア島のアウグスタ港を空母イーグル搭載のソードフィッシュ9機が攻撃、駆逐艦レオーネ・パンカルドを雷撃で沈めた。
7月19日、スパダ岬沖海戦で損傷した軽巡洋艦ジョヴァンニ・デレ・バンデ・ネーレ (カサルディ提督旗艦) がリビア海方面に逃走した。イーグルはイタリア軽巡の追跡を命じられて発見できなかったが、7月20日にトブルクを攻撃して駆逐艦2隻（ネンボ、オストロ）を沈めた。
7月27日にイーグルはAS2船団の護衛のため戦艦ウォースパイト、マレーヤ、ラミリーズなどとともに出撃し、7月30日にアレクサンドリアに戻った。翌日、地中海西部で行われるマルタへの航空機輸送作戦（ハリー作戦）から敵の目を逸らすため艦隊はまた出撃した（MA9作戦）。8月22日にはイーグルの搭載機がボンバ湾でイタリア潜水艦イリーデなどを撃沈した。
8月29日、イーグルは戦艦ウォースパイト、マレーヤなどとともに出撃（ハッツ作戦）。艦隊はまずマルタへ向かうMF2船団を護衛し、それから地中海艦隊への増援である空母イラストリアス、戦艦ヴァリアントなどと合流した。帰路にはロドス島空襲が行われ、9月5日に艦隊はアレクサンドリアに着いた。9月30日、イーグルは戦艦ラミリーズ、マレーヤなどとともに船団護衛やイタリアの海上交通の妨害を目的としてクレタ島へ向かい、周辺を遊弋した後10月6日にアレクサンドリアに戻った。

#### インド洋から大西洋
イーグルは1941年4月9日に駆逐艦「エンカウンター」、「デコイ」に護衛されてアレクサンドリアを出港し、4月10日に護衛の駆逐艦と分かれてスエズ運河に入り、同日、グレートビター湖に入った。運河内にはドイツ軍の機雷によって沈んだ船があり、強風のためその場所の通過が不可能であったため「イーグル」は4月15日までグレートビター湖に留まることになった。4月15日に無事障害物の場所を通過し、スエズ港に到着した。そこで給油を受け、翌日にポートサイドを出港、単独で南へ向かい4月18日にポートスーダン沖に着いた。翌日イーグルは出航し、ポートサイドに展開していた搭載機のソードフィッシュを収容後さらに南へ向かい、4月21日にアデンに着いた。同日、「イーグル」は重巡洋艦「コーンウォール」と共にアデンを離れ、2隻は4月26日にモンバサに到着した。
4月28日、ドイツ仮装巡洋艦「ピンギン」がイギリス船「Clan Buchanan」を沈めた。同船からの遭難信号を受けて「イーグル」と巡洋艦「コーンウォール」、「ホーキンス」、「リアンダー」による捜索が開始された。「イーグル」は4月29日にモンバサより出航し、「ホーキンス」と合流して捜索を実施したが成果はなく、5月4日にモンバサに戻った。
「イーグル」はジブラルタルで必要とされ、そちらへ向かうこととなった。「イーグル」と「ホーキンス」は5月5日に出航してダーバンへ向かい、5月9日に到着。翌日「イーグル」は出航し、戦艦「ネルソン」とともにケープタウンへ向かった。5月17から18日の夜、ケープタウンからセントヘレナへ向かっていた2隻にドイツ仮装巡洋艦「アトランティス」が遭遇したという。5月25日、フリータウンに到着。この頃、大西洋へドイツ戦艦「ビスマルク」と重巡洋艦「プリンツ・オイゲン」が出撃（ライン演習作戦）。「プリンツ・オイゲン」への給油のためカナリア諸島の西約900浬にタンカーが配置されるとの情報により、「イーグル」と軽巡洋艦「ダニーディン」がその海域の捜索を行うこととなった。5月29日に「イーグル」は駆逐艦「Velox」を伴って出航し、5月31日に「ダニーディン」と合流した。6月6日、アゾレス諸島付近で「イーグル」のソードフィッシュはドイツの封鎖突破船「Elbe」（9179トン）を沈めた。6月15日、「イーグル」のソードフィッシュが商船を発見。同機は射撃を受けたため爆撃を行い命中させた。その船はドイツの補給船「Lothringen」であり、その後「ダニーディン」によって拿捕された。6月20日、フリータウンに帰投。
7月4日に「イーグル」は出航し、仮装巡洋艦「アルカンタラ」と合流してセントヘレナへ向かい、7月8日に到着。そこで2隻は「ダニーディン」と合流してZ部隊となり、敵通商破壊可捜索を開始した。7月21日、「イーグル」搭載機が船を発見。その船はヴィシーフランス船「Ville de Rouen」で、同日深夜に「ダニーディン」に捕捉され、拿捕された。「イーグル」と「ダニーディン」は7月23日にセントヘレナに戻った。7月24日に出航して再び哨戒を行ったが何も見つからず、8月10日にフリータウンに戻った。
「イーグル」はイギリスに戻ることになったが、大西洋中央部でのアドミラル・ヒッパー級重巡洋艦とされる目撃情報を受けて無期限延期となり、8月29日に重巡洋艦「ドーセットシャー」と共にF部隊として出航し、哨戒に従事した。9月20日、「イーグル」の格納庫内で火災が発生。火災自体の被害はほぼ発生場所のソードフィッシュのみにとどまったが、格納庫内のほとんどのソードフィッシュが海水を浴びたことで使用可能な機体は一時4機のみとなった。また、この頃「イーグル」のボイラー室で問題が発生し、速力低下を招いた。10月3日、フリータウンに帰投。
「イーグル」は10月4日にフリータウンを離れてイギリスに戻り、キャメル・レアード社で改修が行われた。その内容は対空兵装の改善、285型火器管制レーダーや290型対空・対水上警戒レーダー装備などであった。

#### 地中海西部

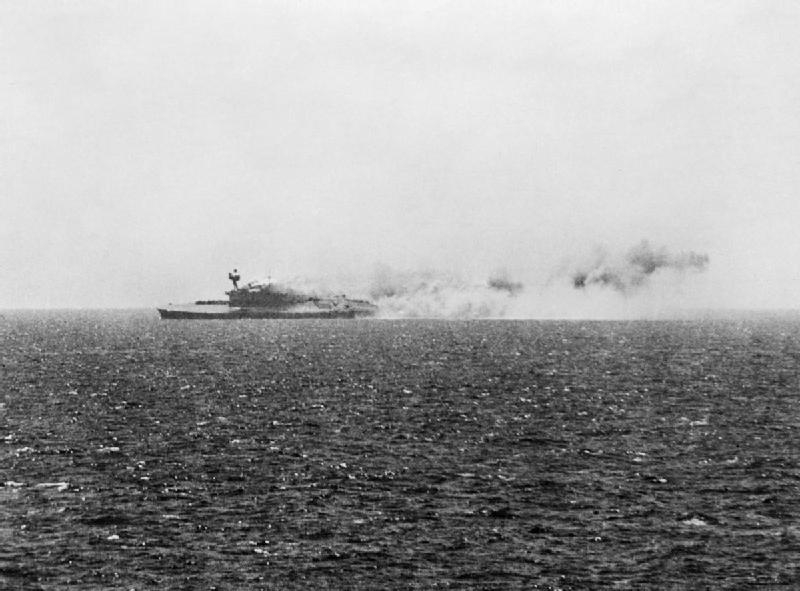
「U73」の雷撃により横転する「イーグル」

1942年2月下旬、「イーグル」はジブラルタルを拠点とするイギリス海軍H部隊に配備された。当時のマルタはドイツ空軍とイタリア王立空軍の猛攻により孤立状態となって物資不足に悩まされ、連合国軍は犠牲を払いながら増援輸送船団を送り込んでいた。またマルタの航空兵力も枯渇寸前であり、航空母艦を活用したクラブラン (Club Run) で戦闘機を補充していた。イーグルは複数のクラブランに従事している。
最初に成功したイーグルの“クラブラン”は3月7日のスポッター作戦 (Operation Spotter II) で、スピットファイア15機をマルタに送り届けた。だが数日のうちに消耗してしまったという。
また5月に実施されたバワリー作戦は、アメリカ海軍の空母ワスプとの共同作戦であった。空母2隻からスピットファイア64機が発進し、4機が事故喪失、1機が空母へ引返し、59機がマルタに進出した。
次いで同年8月のペデスタル作戦にも参加し、マルタ島への輸送船団護衛任務中の8月11日、アルジェ北方沖（マルタから550海浬ほど）でドイツ潜水艦U73から雷撃される。U73は魚雷4本を発射、このうち3本がイーグルの左舷機関区に命中した。被雷から8分後、転覆して沈没した (第二次世界大戦の地中海におけるUボート作戦) 。

### 注
1. ↑  航空母艦“イーグル　Eagle”[3]　全要目{排水量22,600噸　速力24節　備砲15糎砲9門　10糎高角砲5門　搭載機數21機　計畫年度は1913年で1918年進水しその後幾度か改装され、1923年竣工した }　全長202.37米、幅32.05米、但し飛行甲板は30.48米、平均喫水7.31米。軸馬力は50,000馬力。搭載機數21の内譯は戰闘機1個中隊(オスプレイ9機)觀測偵察機1個中隊(フエアリーⅢF12機)となつてゐる。この型は所謂アイランド型に属するもの艦橋(ブリツヂ)等は飛行甲板の右舷に偏在してゐる。イーグルも途中で航空母艦にかへられたものであるが、全く一枚の飛行甲板になつた。このやうに20,000噸以上の大型航空母艦を4隻も持つてゐる英國は世界最大の航空母艦國であるといつてよい。
2. ↑  HMS EAGLEはイギリス海軍の伝統的な艦名である。直近ではストーン・フリゲート（英語版）のイーグル（イギリス海軍施設一覧）、本艦の後に未完成に終わったオーディシャス級航空母艦のイーグル (HMS Eagle, 94) 、オーディシャス (HMS Audacious, D.29) から改名されたイーグル (HMS Eagle, R05) がある[4]。
3. ↑  〔英國〕航空母艦イーグル[7]　全長667呎　最大幅105呎6吋　平均吃水24呎　排水量22,600噸　速力24節　備砲(6吋-9門 4吋高角-5門)　搭載飛行機數 32臺　竣工1924年3月　飛行平板上の構造物は右舷に偏在さしてある。本艦は舊智利戰艦アルミラント・コクランを改造したものである。
4. 1 2 3  英吉利　航空母艦イーグル(一九二三年竣工)[9]　排水量二二六〇〇噸、速力二四節。もと智利國所属の弩級戰艦アルミランテ・コックレェーン(アルミランテ・ラトーレの姉妹艦)。大戰當時英國政府之を百三十三萬四千三百五十八ポンドを以て購入しテニスン・ダンクール卿の設計に依り航空母艦に改變せるもの。三二年に修理を加ふ。
5. ↑  航空母艦“鳳翔　ほうしやう”[10]　全要目{排水量7,470噸　速力25.0節　備砲14糎砲4門　8糎高角砲2門　起工大正8年12月　竣工大正11年12月　建造所淺野造船所}　鳳翔は大正11年12月に竣工した我海軍最初の航空母艦であり而も最初より航母として計畫されたものである。航空母艦は由來その型式に於て二種に分つことが出來る。即ち我が海軍の赤城、加賀、鳳翔、龍驤の如く飛行甲板上に何一つ邪魔物のないフラッシュデッキ型と、米國の“サラトガ”“レキシントン”英國の“ハームス”等の如くマストや大砲、煙突等を何れか一舷側に集めたアイランド型である。各々長短があるのであるが飛行機の發着にはフラッシデッキ型の方が便利とされてゐる。更にこれを我が海軍の4隻に就いて見ると赤城、加賀の2艦は三段式で龍驤は二段式になつてゐるのに獨り鳳翔は前後一枚の飛行甲板を以つて覆はれてゐるが、艦の操縦は他の3隻の方が便利であると云はれてゐる。
6. 1 2  智利　戰艦アルミランテ・ラトーレ(一九一五年九月竣工)[18]　排水量二八〇〇〇噸、速力二二.七五節。もとヴァルパライソと名づけられてゐたが世界大戰勃發當時英海軍は一時當艦を智利より逆購入してカナダ號と改名したことがある。
7. ↑  同級の1番艦（ネームシップ）は、戦艦アルミランテ・ラトーレ (Almirante Latorre) である[6]。
8. ↑  南米智利は日米兩國間に一旦緩急ある場合に日本を援助して米國海軍の太平洋活動を牽制せんが爲めに英國より軍艦數隻を譲受けんとして目下交渉中なり然るに濠洲加奈陀等が之れに反對し英國政府に智利の軍艦譲受けの交渉を斷絶せよと勧告せり英國政府は右の勧告を了解して大體に於て智利に譲渡す筈なりし巡洋艦隊インドミタブル、インフレキシブル及び弩級戰艦イーグルの譲渡を拒絶するに内定せり[22]（記事おわり）
9. ↑  イギリスの中国艦隊（支那艦隊[23]、駐支艦隊[24]）は、日本において東洋艦隊と表記されたことがある[25][26][27]。1941年（昭和16年）12月、正式に東洋艦隊へ改編された。
10. ↑  普通公第三一九號　昭和七年十月十四日　在香港總領事大地桑折鐵次郎　外務大臣伯爵内田康哉殿　駐支英國艦隊異動ノ件[24]　一九三〇年十月以來英國支那艦隊所属航空母艦トシテ當方面ニ在リタル「ヘルメス」號 Hermes ハ作年來英本國「デボン、ポート」ニ於テ大修理ヲ施シ居レル「イーグル」號 (Eagle) ト交替スル趣ニテ同船ノ右修理完成後來航ヲ待ツテ來春四月英本國ニ歸航スル由ナリ右何等御参考迄ニ報告申進ス　本信寫送附先　在中國公使　馬公　軍艦 嵯峨
11. ↑  元英國支那艦隊所属、目下豫備役となつてデヴオンポート繋留中の英國航空母艦イーグル號は、目下香港駐屯のハームス號が來る四月をもつて滿期となるので、これと交代するため再び現役に編入され來月末頃同港を出發、香港に向ふことになつた[23]（以下略）
12. ↑  9.外國軍艦本邦沿岸出入一覧　昭和8年度[31]〔 國名：英國｜艦船名：イーグル｜期間：9-30 ／ 10-24｜寄港地名：神戸、宮島、別府、鹿兒島 〕
13. ↑  （十九日上海發）[32]　順天號を襲ひ英人五名、日本人一名、支那人二十名を人質として拉致し去つた海賊團の捜索には英國航空母艦イーグル號や驅逐艦四隻が當つて居が未だ目星はつかず黄河を溯り山東の山岳地帶へ隠れたものと考へられる、從つて未だ人質料の要求も出て居ない、英國當局はイーグル號より山東上空を捜索飛行せしむる爲め許可を支那當局へ申請した筈である　人質の中には一名の日本人も居るので日本巡洋艦天龍が大連より急行した（以下略）
14. ↑  （中略）[38]（一）總督ハ偶々旅行不在中ナリシガ海軍司令官ノ如キ午餐招待後自ラ本職副官及ビ艦長ヲネーバルベースニ案内スル等多分ノ好意ヲ表示シ尚同泊中ノ足柄イーグル士官室士官間ノ交歡又親密ニ行ハレ(因ニ當地在泊中艦船ハ右イーグルノ外ネーバルベースニ驅逐艦ダイアナ、モニトル、テラー外掃海艇九隻ナリ)（以下略）
15. ↑  (前略)シンガポールには接伴艦としてイギリスの航空母艦イーグルが居ったが、イーグルはでっぷり太った線に丸味を持った艦である。其のイーグルと我が「足柄」が並んで碇泊して居ったが、或る人が之を見て「イーグルは女性を想はせるが、足柄は狼のやうである」と批評して居った。さう言はれて振り返って見ると、成る程我が「足柄」は艦首は尖り上甲板は波を打って細く長く、重い武装を持って居って狼のやうにも思はれる[39]。
16. ↑  後日、イタリア海軍は海底のレオーネ・パンカルドをサルヴェージして復帰させた。
17. ↑  スポッター作戦 (Operation Spotter I、II) 、ピケット作戦 (Operation Picket I、II) 、バウアリー作戦 (Operation Bowery) 、LB作戦 (Operation LB) 、スタイル作戦 (Operation Style) 、セイリエント作戦 (Operation Salient) 、ピンポイント作戦 (Operation Pinpoint) 、インセクト作戦 (Operation Insect) 。
18. ↑  （昭和17年）八月十一日（中略）●英空母イーグル號（二萬二千六百トン）は他の艦艇と輸送船を護送中、西地中海に於てドイツ潜水艦に撃沈さる[108]。